# Martin Hofmann (Produzent)
Martin Hofmann (* 1956 in München) ist ein deutscher Filmproduzent.

## Werdegang
Nach Volontariat war Martin Hofmann ab 1979 als Aufnahmeleiter und seit 1980 als Produktionsleiter für diverse deutsche Fernsehproduktionen tätig. 1989 wurde er stellvertretender Herstellungsleiter der Münchener Bavaria Film.
1995 wurde er zum Gründungsgeschäftsführer der Saxonia Media berufen und etablierte dort die Serie In aller Freundschaft. 1997 wurde er Geschäftsführer der Askania Media in Berlin und produzierte dort neben Tatort-Folgen für den RBB und den SR die Serie Schloss Einstein. 2007 wurde er zusätzlich Geschäftsführer bei der ProSaar Medienproduktion.
1989 bis 2012 war er Lehrbeauftragter an der HFF München, Abteilung V, Produktion und Medienwirtschaft und von 2013 bis 2019 im Vorstand der TV – Sektion der Produzentenallianz. Seit 2017 ist er Kuratoriumsmitglied der Filmuniversität Babelsberg.

## Filmografie (Auswahl)

### Als Produzent
- 1996–1999: Sardsch (Fernsehserie, 5 Folgen)
- 1998–2007: Schloss Einstein (Staffel 1 -12, Folgen 1 – 480)
- 1998: Das Geheimnis des Rosengartens
- 1999: Der Zauber des Rosengartens
- 1999–2005: Deutscher Filmpreis
- 2001–2004: Deutscher Kurzfilmpreis
- 2001: Herzen in Fesseln
- 2003: Amundsen der Pinguin
- 2004: Hilfe, meine Tochter heiratet
- 2006: Liebe auf Kredit
- 2008: Tatort: Das schwarze Grab
- 2008: Tischlein deck dich
- 2009: Tatort: Bittere Trauben
- 2009: Allein gegen die Zeit (Staffel 1, 13 Folgen)
- 2009: Rumpelstilzchen
- 2009: Tatort: Hilflos
- 2009: Süße Versuchung (EBU)
- 2010: Des Kaisers neue Kleider
- 2011: Tatort: Heimatfront
- 2010: Ente à la Lucy (EBU)
- 2010-11: Allein gegen die Zeit (Staffel 2, 13 Folgen)
- 2011: Tatort: Verschleppt
- 2011: Lilly the Magnificent (EBU)
- 2011: Aschenputtel
- 2012–2014: Hauptstadtrevier (2 Staffeln, 32 Folgen)
- 2012: Hänsel und Gretel
- 2012: Heiratsschwindler küsst man nicht
- 2013: Tatort: Melinda
- 2012: Loona Balloona (EBU)
- 2013: Tatort: Eine Handvoll Paradies
- 2013: Das Mädchen mit den Schwefelhölzern
- 2013: Love, Cakes and Rock ´n Roll (EBU)
- 2014: Tatort: Adams Alptraum
- 2014: Sechse kommen durch die ganze Welt
- 2014: Tatort: Weihnachtsgeld
- 2014: Plötzlich Bruder (EBU)
- 2015: Armans Geheimnis (Staffel 1, 13 Folgen)
- 2015: Die Salzprinzessin
- 2015: Der Prinz im Bärenfell
- 2015: Zombriella (EBU)
- 2016: Tatort: Totenstille
- 2016: Armans Geheimnis (Staffel 2, 13 Folgen)
- 2016: Flaschendrehen (EBU)
- 2016: Allein gegen die Zeit – der Film (Kino)
- 2017: Tatort: Söhne und Väter
- 2017: Das Wasser des Lebens
- 2018: Tatort: Mord ex Machina
- 2018: Villa Eva
- 2018: Isabells Schatz (EBU)
- 2019: Tatort: Der Pakt
- 2020: Tatort: Das fleißige Lieschen

### Als Herstellungsleiter
- 1989–1995: Der Fahnder
- 1989: Baldur Blauzahn
- 1990: Sag mal ah
- 1991–1995: Marienhof
- 1994–1995: Die Wagenfelds
- 1995: Tatort: Bomben für Ehrlicher
- 1995: Polizeiruf 110: Grawes letzter Fall
- 1996: Polizeiruf 110: Lauf oder stirb
- 1996: Polizeiruf 110: Der Pferdemörder
- 1996: Tatort: Die Reise in den Tod
- 1997: Tatort: Bierkrieg
- 1997: Tatort: Tödlicher Galopp
- 1997: Leinen los für MS Königstein (TV-Serie, 13 Folgen)
- 1997–2000: In aller Freundschaft (TV-Serie)
- 1997: Tatort: Der Tod spielt mit
- 1997: Ärzte: Vollnarkose
- 1997: Tatort: Schlüssel zum Mord
- 1997: Tatort: Eiskalt
- 1997: Unser fremdes Kind
- 1998: Tatort: Blick in den Abgrund
- 1998: Tatort: Fürstenschüler
- 1998: Tatort: Tanz auf dem Hochseil
- 1998: Tatort: Money! Money!
- 1998: Nach dem Ende der Welt (Kino)
- 1998: Ärzte: Hoffnung für Julia
- 1999: Tatort: Auf dem Kriegspfad
- 1999: Tatort: Todesangst
- 1999: Tatort: Fluch des Bernsteinzimmers
- 1999: Tatort: Dagoberts Enkel
- 1999: Tatort: Tödliches Labyrinth
- 2000: Tatort: Einsatz in Leipzig
- 2000: Polizeiruf 110: Böse Wetter
- 2000: Tatort: Blüten aus Werder
- 2000: Tatort: Tödliches Verlangen
- 2000: Am Ende siegt die Liebe
- 2000: Tatort: Von Bullen und Bären
- 2002–2003: Inspektor Rolle (Miniserie)
- 2003: Die Farben der Liebe
- 2004: Mogelpackung Mann
- 2006: Tatort: Liebe macht blind
- 2007: Tatort: Schleichendes Gift
- 2008: Tatort: Tod einer Heuschrecke
- 2008: Tatort: Blinder Glaube
- 2008: Das Glück ist eine Katze
- 2009: Von ganzem Herzen
- 2010: Im Spessart sind die Geister los
- 2011: Die Mongolettes – Wir wollen rocken
- 2013: Tatort: Machtlos

### Als Produktionsleiter
- 1980: Die Reventlow (Dokumentarfilm)
- 1982: Zeit genug (TV-Serie)
- 1982–1984: Familie Maier (TV-Serie)
- 1983: Wege zum Menschen (Dokumentarfilmserie, 12 Folgen)
- 1984: Hoffnungsspuren (Mini-Serie)
- 1985–1986: Irgendwie und Sowieso (TV-Serie)
- 1986: Wir warten aufs Christkind
- 1986–1987: „Jetzt red i“, „Bürgerforum“, Live Sport und diverse Events für BR
- 1987: Flohr und die Traumfrau
- 1988: Tatort: Einzelhaft
- 1988: Tatort: Moltke
- 1988: Der Fahnder (7 Folgen)
- 1988–1989: Knastmusik